# Agrotis pseudolunigera
Agrotis pseudolunigera là một loài bướm đêm trong họ Noctuidae.